# NGC 3634
NGC 3634 é uma galáxia elíptica (E) localizada na direcção da constelação de Crater. Possui uma declinação de -09° 00' 49" e uma ascensão recta de 11 horas, 20 minutos e 30,3 segundos.
A galáxia NGC 3634 foi descoberta em 1886 por Frank Leavenworth.